# Stadtapotheke (Sprendlingen)
Die 1909 erbaute Stadtapotheke in der Hauptstraße 19 von Dreieich-Sprendlingen ist ein unter Denkmalschutz stehendes Wohn- und Geschäftshaus im südhessischen Landkreis Offenbach. Das im Heimatstil errichtete Gebäude bildet zusammen mit dem benachbarten Rathaus ein Bauensemble.

## Geschichte
Zusammen mit dem Rathaus wurde auch das für die Stadtapotheke vorgesehene Gebäude ausgeschrieben. Den Zuschlag für das Ensemble erhielten die Architekten Georg Löffler und Heinrich Runkel. Die Fertigstellung erfolgte 1909, erster Pächter wurde der Apotheker Münch aus Langen. Die Apotheke blieb im Besitz der Gemeinde, in deren Auftrag der Pächter sie betrieb, damit die Sprendlinger für ihre Arzneien nicht bis Neu-Isenburg oder Langen fahren oder laufen mussten. Mit dem Bau des Ensembles in der Hauptstraße von Sprendlingen verlagerte sich das alte Ortszentrum von der Erasmus-Alberus-Kirche direkt an die für die Gemeinde wichtige Handelsstraße, die von Süden nach Offenbach und Frankfurt führte.

## Beschreibung

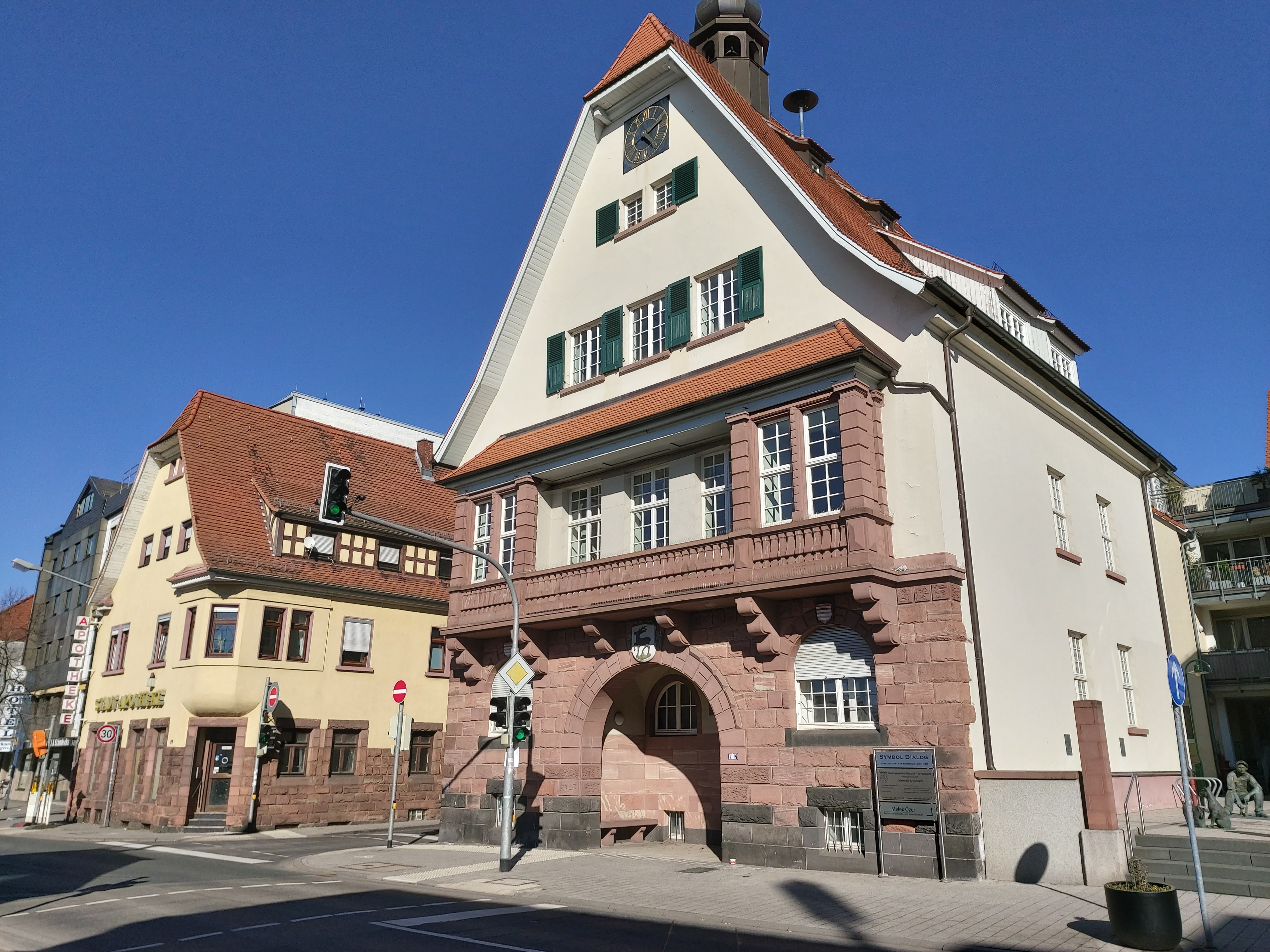
Ensemble Rathaus und Stadtapotheke in Dreieich-Sprendlingen

Das durch eine Straße vom Rathaus getrennt gelegene und giebelständige Haus hat zwei Stockwerke und darüber ein zweigeschossiges Krüppelwalmdach. Das Gebäude greift die Proportionen, Gestaltung und Materialien des Rathauses auf: Das Erdgeschoss umfasst die Geschäftsräume, die bis in die jüngste Vergangenheit als Apotheke dienten, und ist mit einem Sandsteinsockel verkleidet. Die weitere Fassade ist verputzt. Im ersten Obergeschoss ist die Gebäudeecke zum Rathaus mit einem Eckerker ausgestattet. Unterstützt wird die Ensemblewirkung durch die gleiche Farbgestaltung von Apotheke und Rathaus. Unter Denkmalschutz gestellt wurde das Gebäude aus stadtgeschichtlichen Gründen.